# Convenção do Gotardo
A Convenção do Gotardo assinada a 13 de Outubro de 1909 está ligada á compra dos caminhos de ferro suíços pela confederação suíça. Do ponto de vista económico, o dos Caminhos de ferro do Gotardo parte dos Caminhos de ferro do Nordeste impunham-se, segundo as autoridades suíças, esta aquisição nada tinha a ver com os estados soberanos, Alemanha e Itália que na altura haviam contribuído á sua construção.
Informados oficialmente em 1904 pela confederação da sua decisão, estes dois estados deram uma resposta comum a 11 de Fevereiro de 1909 afirmando que o direito de compra estava dependente dos seus acordos preliminares. Uma conferência dos três estados teve lugar entre 24 de Março e 20 de Abril que se finalizou com a assinatura do acordo. Em contrapartida da participação ao capital e aos benefícios da exploração, a confederação deu vantagens tarifárias.
A assinatura da convenção foi considerada como uma limitação da soberania nacional e levou a uma série de protestos que deram origem á criação de uma petição assinada por 116 000 cidadãos suíços que terminou com um novo artigo constitucional em 1999  (art. 141, al. 1d et 2, de la Constitution de 1999).
Durante a Segunda Guerra Mundial, a política oficial da Suíça em relação aos transportes baseou-se sobre o art. 3 da convenção do Gotardo para limitar o transitar de certas mercadorias. A Convenção do Gotardo ainda é aplicada hoje em dia.